# In Other Climes
In Other Climes ist eine 2004 gegründete Metalcore- und Thrash-Metal-Band aus dem französischen Nizza.

## Geschichte
In Other Climes nahm bereits 2004 ein erstes selbstproduziertes Demo auf. Mit diesem tourten sie daraufhin durch die Bars von Nizza und konnten schlussendlich Customcore Records von sich überzeugen. So entstand mit Sword of Vengeance 2006 ihre erste EP. Zwei Jahre später entschloss sich die Band, ihre EP Sword of Vengeance mit neuen Songs zu erweitern und als Album neu aufzulegen. Das 2008 erschienene Album hieß Sword of Vengeance: Chapter II. Im Oktober des gleichen Jahres erschien ihr zweites Album The Final Threat. Es folgt eine vierjährige Studiopause, in der sie verstärkt auf Tour waren. Mit Empty Bottles & Wasted Nights folgte 2012 das dritte Studioalbum, diesmal bei Spook Records. Hier ist auch erstmals der neue Sänger der Band, Michael, zu hören. Dieser ersetzte JC, der zuvor die Band verlassen hatte. Neben eigenen Alben veröffentlichte In Other Climes auch zwei Split-Alben, Secret Words 2008 zusammen mit Basquiat und Confronto, In Other Climes 2012 mit Confronto. Neben einer Vielzahl eigener Konzerte quer durch Europa war In Other Climes bereits als Support mit Down, Dillinger Escape Plan, Hatebreed und Entombed in den USA, der Ukraine und in Brasilien unterwegs. Im Jahr 2015 erschien das Album Leftøver bei Bastardized Recordings.

## Galerie

In Other Climes live auf dem Free & Easy Festival 2015
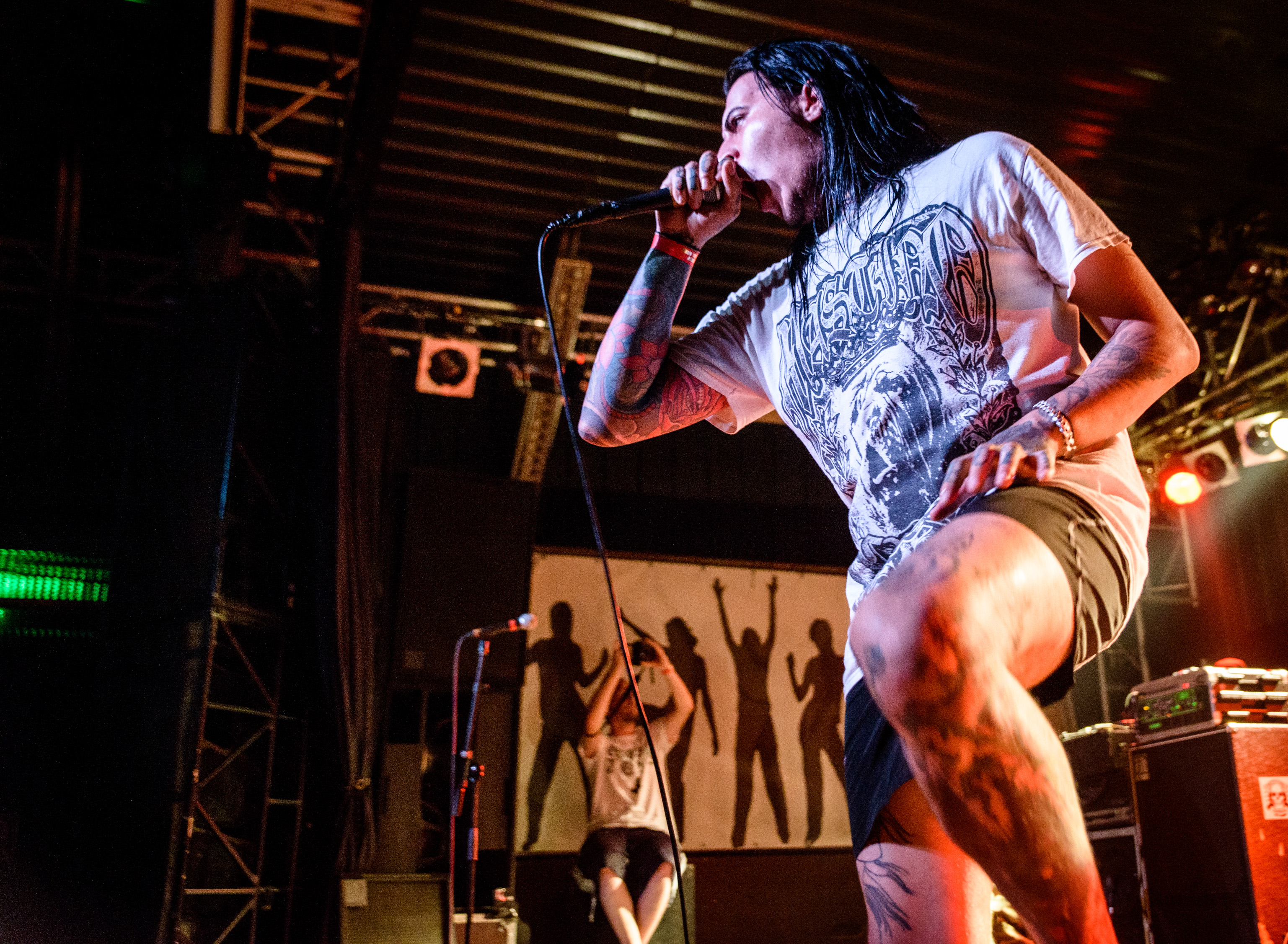
Michael
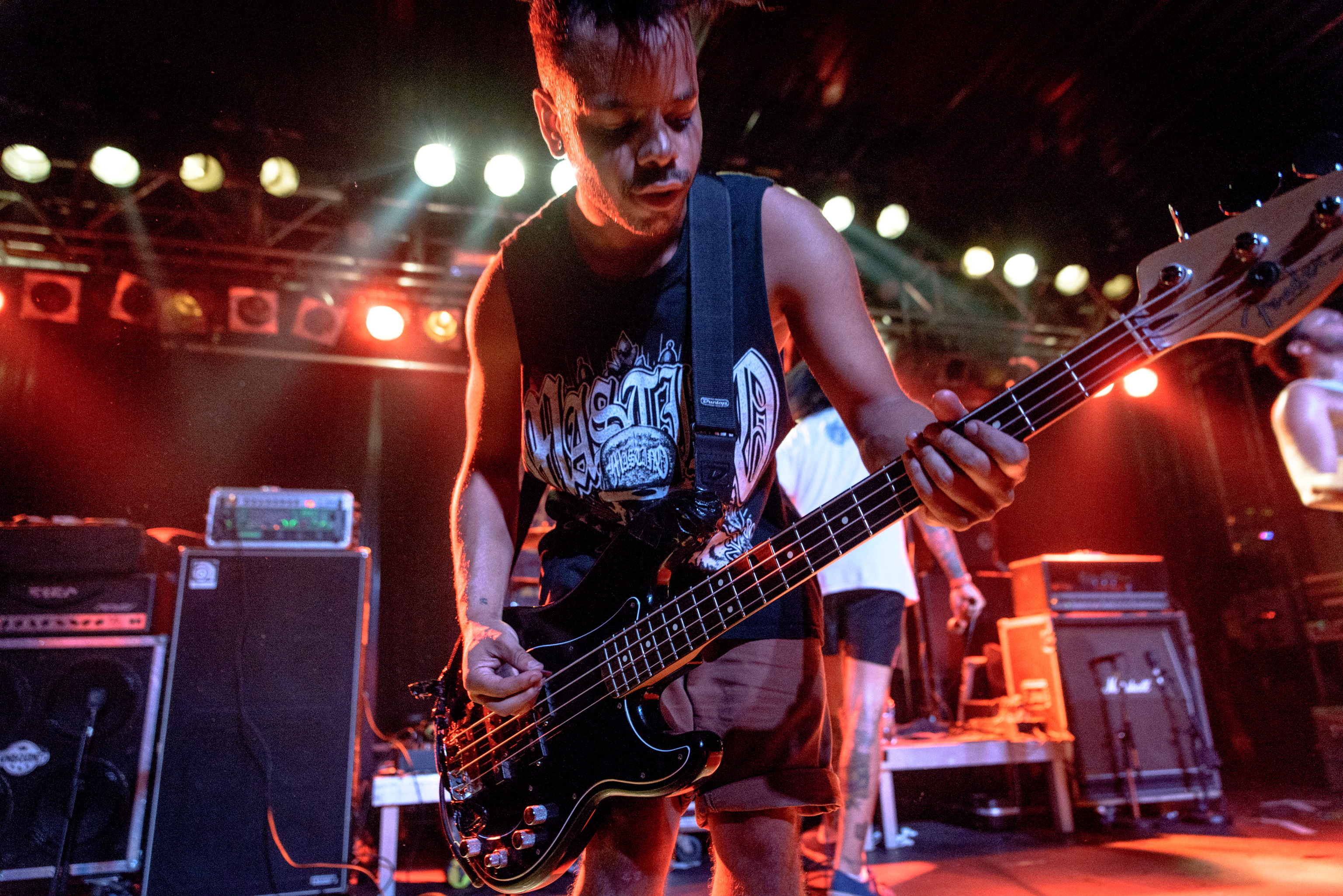
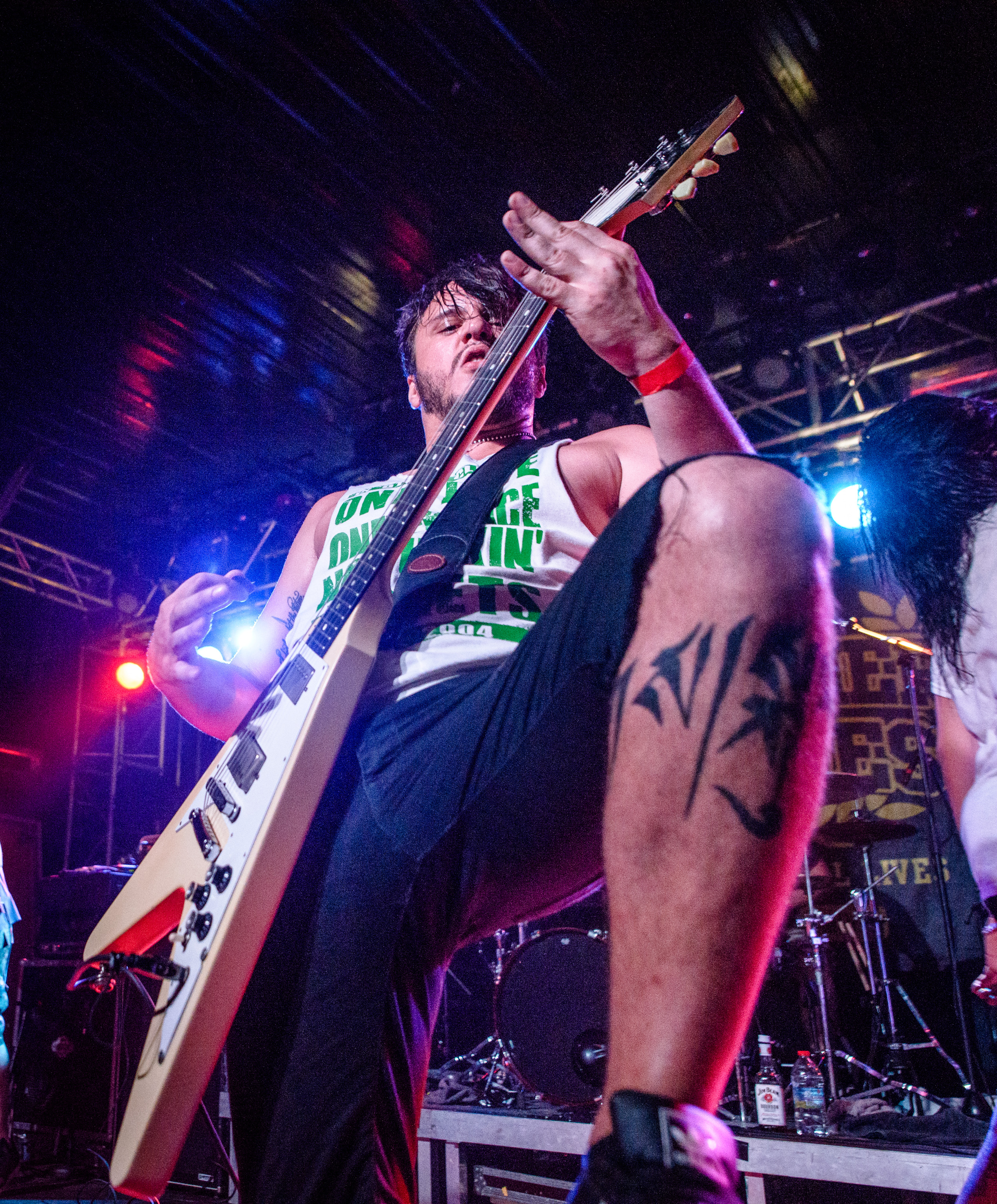
Cyril
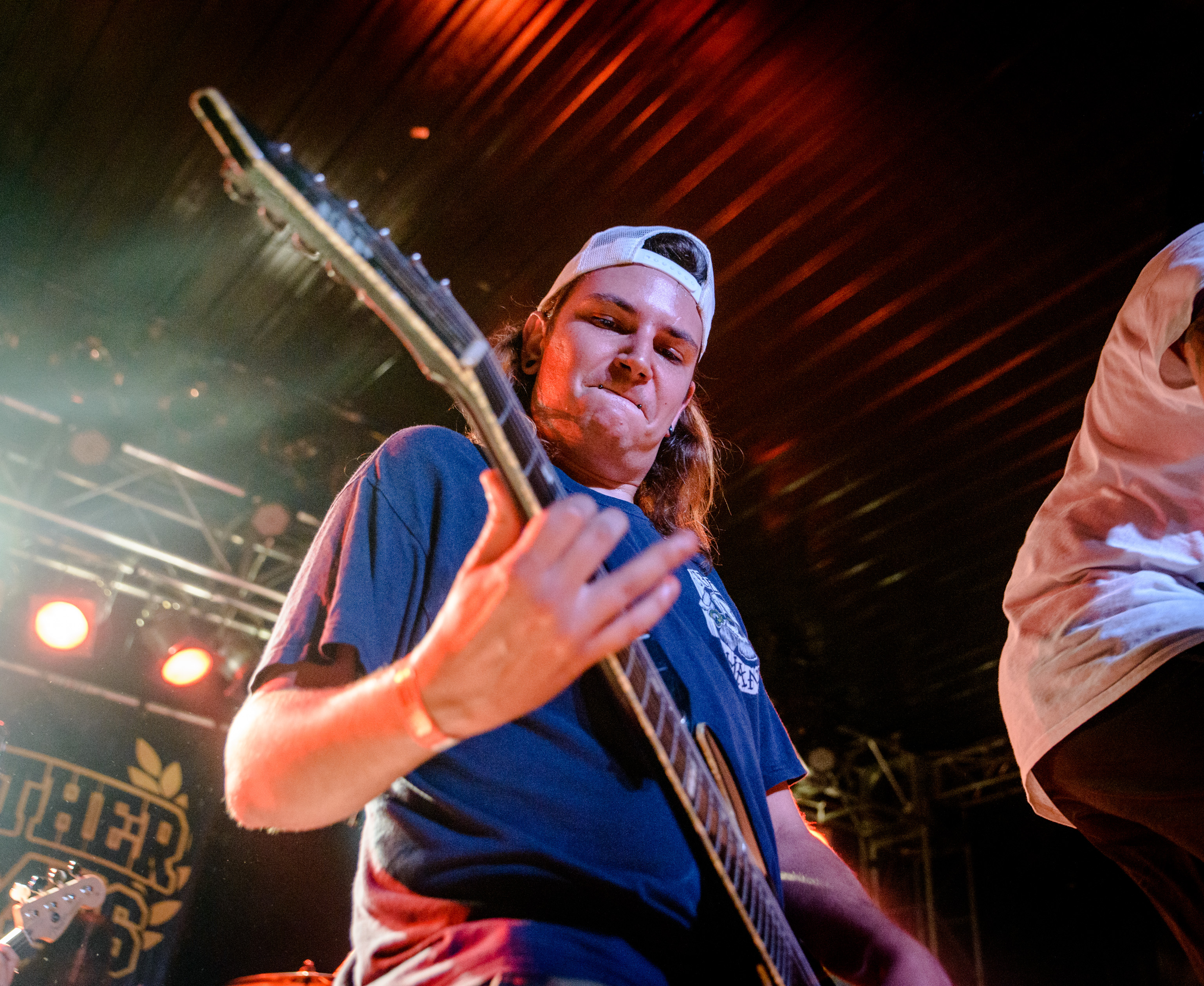
Steve

## Diskografie
- 2006: Sword Of Vengeance (EP, Customcore Records)
- 2008: Sword Of Vengeance: Chapter II (Customcore Records)
- 2008: Secret Words (Split-Album mit Basquiat, Last Fort Records)
- 2008: The Final Threat (Customcore Records)
- 2012: Empty Bottles & Wasted Nights (Spook Records / District 763 Records)
- 2012: Confronto, In Other Climes (Split-Album mit Confronto, Spook Records)
- 2015: Leftøver (Bastardized Recordings)
- 2019: Ruthless (Dead Serious Records)
- 2024: Spreading Chaos (Since 2004) (Dead Serious Records)